# احتقار (فلم)
احتقار (بالفرنسية: Le Mépris) هو فيلم فرنسي من إخراج جان لوك غودار وبطولة بريجيت باردو، ميشيل بيكولي، جاك بالانس وجورجيا ماريا، صدر الفيلم في فرنسا في 20 ديسمبر 1963.

## روابط خارجية
- مقالات تستعمل روابط فنية بلا صلة مع ويكي بيانات